# Instytut Kultury Polskiej w Londynie
Instytut Kultury Polskiej w Londynie (ang. Polish Cultural Institute in London) – polska placówka kulturalna w stolicy Wielkiej Brytanii podlegająca Ministerstwu Spraw Zagranicznych RP.

## Działalność
Głównym zadaniem Instytutu jest wypełnianie zadań z zakresu dyplomacji publicznej, tj. utrzymywanie dobrych stosunków społecznych, naukowych i kulturalnych między Polską a Wielką Brytanią. Instytut organizuje wystawy, koncerty, pokazy filmów, promocje książek, przekłady książek, koordynuje wymianę naukową i kulturową. Celem Instytutu jest poszerzanie wiedzy na temat Polski: kultury, sztuki, nauki, historii, gospodarki, polityki, socjologii. Organizował i prowadził kursy języka polskiego oraz, od 1979 do 2014, bibliotekę. Działalność Instytutu częściowo skierowana jest także do brytyjskiej Polonii.
Instytut został założony w 1938, lecz pierwszego dyrektora mianowano 10 lat później. Od 2014 jego siedziba mieści się przy 10 Bouverie Street. Przedtem mieścił się pod adresem Poland Street 52-53. Wcześniej zaś przy Portland Place 34 i w lokalu przy Devonshire Street 16. W czasach PRL Instytut był bojkotowany przez Brytyjczyków i Polonię. Od 2003 placówka organizuje Festiwal Polskich Filmów „Kinoteka”.

## Dyrektorzy
- 1948–1951 – Antoni Słonimski
- 1962–1964 – Tadeusz Wujek
- 1964–1969 – Osman Achmatowicz
- 1969–1972 – Grzegorz Leopold Seidler
- 1972-1974 – Tadeusz Cieślak
- 1974–1978 – Ernest Bryll
- 1979–1985 – Irena Gabor-Jatczak
- 1985–1993 – b.d.
- 1993–1997 – Hanna Mausch[5][6]
- 1998–1999 – Aleksandra Czapiewska, Elżbieta Łyszkowska, Barbara Kościelny p.o.[7][8][9]
- 2000–2001 – Joanna Wróblewska[10]
- 2002–2005 – Joanna Stachyra[11]
- 2005–2009 – Paweł Potoroczyn
- 2009–2013 – Roland Chojnacki
- 2013–2016 – Anna Godlewska
- 2016–2019 – Robert Szaniawski
- 2019–2023 – Marta de Zuniga[12]
- 2023–2024 – Bartosz Wiśniewski[13]
- od 2025 – Anna Tryc-Bromley